# Sulaimān al-Bārūnī

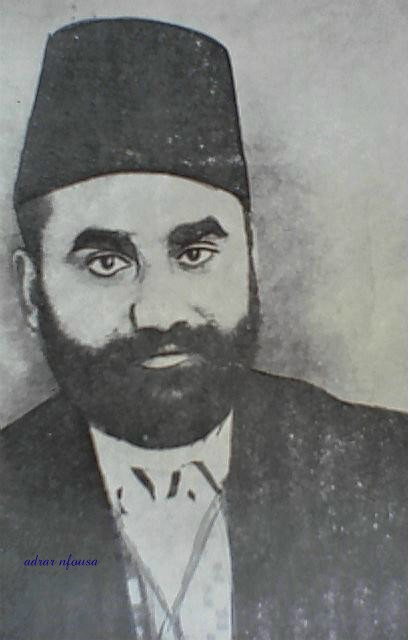
Sulaimān al-Bārūnī' 1908

Sulaimān al-Bārūnī (arabisch سليمان الباروني, DMG Sulaimān al-Bārūnī, ab 1916 Sulaimān al-Bārūnī Pascha; geboren 1870 oder 1872 in Tripolitanien, Osmanisches Reich; gestorben 30. April oder 1. Mai 1940 in Mumbai, Britisch-Indien) war ein ibaditischer Religionsgelehrter, Militärführer und Politiker berberischer Abstammung.
Sulaimān al-Bārūnī spielte bis Ende 1921 eine entscheidende Rolle im Widerstand der libyschen Bevölkerung gegen die italienische Besatzung während und nach dem Italienisch-Türkischen Krieg. Zwischen 1912 und 1913 fungierte er als Regierungschef des kurzlebigen Tripolitanischen Staates (1912–1913) und von 1918 bis 1920 war er eines der vier Oberhäupter der Tripolitanischen Republik. Von 1927 bis 1928 war er Premierminister des de facto unabhängigen Imamats Oman und später von 1938 bis 1939 Innenminister des Sultanats Maskat und Oman. Zur Zeit des Osmanischen Reiches war al-Bārūnī von 1908 bis 1912 Abgeordneter des Osmanischen Unterhauses, und von 1914 bis 1922 Senator im Osmanischen Senat, der Hey'et-i Aʿyân.

## Herkunft und Familie
Sulaimān al-Bārūnī stammte aus einer traditionellen ibaditisch-berberischen Familie aus dem Nafusa-Gebirge mit Zweigen auf der Insel Djerba und im M'zabTal. Der Familienname al-Bārūnī wird auf Imam Abū Hārun Mūsā ibn Hārūn zurückgeführt, einen ibaditischen Gelehrten, der Ende des 10. Jahrhunderts und Anfang des 11. Jahrhunderts n. Chr. im Nafusa-Gebirge lebte. Aus Abū Hārūn sei dabei die dialektale Variante al-Bārūnī entstanden. Sein Vater ʿAbdallāh b. Yahyā al-Bārūnī (geboren vor 1823; gestorben 16. April 1913) war ein lokal angesehener Religionsgelehrter, Dichter und Lehrer in der Zaouia Bachābcha nahe Yafran. Er saß der Halqat al-ʿazzāba, dem ibaditischen Gelehrtenrat, des Nafusa-Gebirges als Scheich vor.
Das Nafusa-Gebirge in Tripolitanien im heutigen Libyen wird als al-Bārūnīs Geburtsregion bezeichnet, wobei einige Quellen die Stadt Dschādū, ehemals Fasātū, im Munizip al-Dschabal al-Gharbi als genauen Geburtsort angeben, während andere das Dorf Kabaw im Munizip Nalut nennen.
Sulaiman al-Bārūnī hatte mindestens zwei Brüder. Yahyā al-Bārūnī diente in der Zeit der Tripolitanischen Republik, 1918–1922, als Kaymakam und Vize-Präsident des Schūrā-Gremiums des kurzlebigen Staates. Ein weiterer Bruder, Ahmad al-Bārūnī, war ebenfalls Religionsgelehrter und hatte das Amt des Qādī von Nalut und ar-Ruḥaibāt inne.
Al-Bārūnī war mit Amīra bint al-Hāddsch Saʿīd verheiratet. Er hinterließ zwei Söhne, Ibrāhīm und Saʿīd, sowie zwei Töchter Zaʿīma und ʿAzīza. Sein Sohn Ibrāhīm (geb. 1911) war als Lehrer und Berater des omanischen Bildungsministeriums tätig, sowie zwischenzeitlich Angestellter am irakischen Königshof. Im Mai 1947 kehrte die Familie al-Bārūnī nach Libyen zurück und ließ sich in Tripolis nieder. Seine Tochter Zaʿīma al-Bārūnī (1910–1976) wuchs in Istanbul auf und war nach dem Tod ihres Vaters und der Rückkehr der Familie al-Bārūnī nach Libyen ebenfalls Schriftstellerin. Im unabhängigen Libyen leitete sie das Büro zur Bekämpfung des Analphabetismus und gründete die Nationale Frauenallianz.

## Leben
Auch zu al-Bārūnīs Geburtsdatum existieren unterschiedliche Angaben. Während die meisten Publikationen 1870 als Geburtsdatum benennen, ist vereinzelt auch von 1872 die Rede.

### Jugend und Studium
Nach einer religiösen Unterweisung in seiner Heimat studierte al-Bārūnī ab 1887 an der Universität Ez-Zitouna in Tunis, wo unter anderem reformorientierte Gelehrte wie Muhammad an-Nachlī und ʿUthmān al-Makkī zu seinen Lehrern gehörten.
In Tunesien knüpfte al-Bārūnī enge Kontakte zu politischen Aktivisten und Anhängern des Nationalismus, darunter ʿAbd al-ʿAzīz ath-Thaʿālbī.
Im Jahre 1893 begab er sich nach Kairo, wo er drei Jahre lang an der Al-Azhar Universität studierte. Dort lebte er in einer ibaditischen Gemeinschaft und wurde von zwei Lehrern von der Insel Djerba, ʿUmar al-ʿAuwām und Ramadān ibn Yahyā al-Lainī, unterrichtet. 1896 begab er sich nach Beni Isguen ins algerische M'zab-Tal, um sich vom ibaditischen Gelehrten Muhammad ibn Yūsuf Atfaiyasch und dessen Neffen Abū Ishāq Ibrāhīm Atfaiyasch unterrichten zu lassen.

### Gefängnisaufenthalt und Zeit in Ägypten
Nach seiner Rückkehr nach Tripolitanien 1899 wurde Sulaimān al-Bārūnī wegen des Verdachts subversiver Aktivitäten von den osmanischen Behörden verhaftet, jedoch nach etwas mehr als zwei Monaten wieder freigelassen. Nach einer erneuten Festnahme 1901 wurde er zu einer Freiheitsstrafe von fünf Jahren verurteilt. Ihm wurde vorgeworfen, subversive Aktionen gegen den Sultan Abdülhamid II. ausgeführt und die Gründung eines berberisch geprägten Emirats im Nafusa-Gebirge, mit der Wiedereinführung eines ibaditischen Imams, geplant zu haben.
Al-Bārūnī, dem erst nach der Jungtürken-Revolution 1908 Kritik am osmanischen Sultan nachzuweisen ist, plädierte auf seine Unschuld und wurde dabei von Muhammad ibn Yūsuf Atfaiyasch unterstützt. Der mozabitische Gelehrte erreichte nach etwa einem Jahr und insgesamt sieben Briefen an Abdülhamid II. die Freilassung al-Bārūnīs im Jahre 1902. Daraufhin gründete al-Bārūnī 1904 in Yafran seine eigene Madrasa und Bibliothek. Allerdings wurde seine Strafsache im selben Jahr erneut aufgerollt und al-Bārūnī zu einer erneuten Haftstrafe von sechs Monaten verurteilt.
Nach Verbüßen seiner Gefängnisstrafe und einer Rehabilitierung ging al-Bārūnī 1906 nach Ägypten, wo er eine Tätigkeit als Verleger aufnahm. Anstatt sich wie angeordnet nach Istanbul zu begeben, rief er in Kairo sein eigenes Verlagshaus, al-Matbaʿa al-Bārūnīya beziehungsweise Matbaʿat al-Azhār al-Bārūnīya, ins Leben. Dort legte er zwischen August 1907 und April 1908 die Zeitung al-Asad al-Islāmī auf. Die Verbreitung seiner Zeitung wurde sowohl in den osmanischen Provinzen, als auch im französischen Einflussgebiet im Maghreb verboten.
Er veröffentlichte als Verleger vor allem ibaditische Werke, welche er teilweise selbst edierte oder neu auflegte. Auf osmanischen Einfluss hin wurde seine Tätigkeit als Verleger in Ägypten schließlich gestoppt.

### Osmanischer Abgeordneter
Nach der Jungtürkenrevolution 1908 wurde al-Bārūnī in das wiedereröffnete Osmanische Abgeordnetenhaus gewählt, wo er seine Heimatregion al-Dschabal al-Garbi vertrat. Al-Bārūnī begab sich daraufhin nach Istanbul, wo er als einer von zunächst acht libyschen Abgeordneten an der konstituierenden Sitzung des Abgeordnetenhauses am 17. Dezember 1908 teilnahm.
Muhammad ʿAlī as-Salībī gibt an, dass al-Bārūnī nicht gewählt, sondern von Sultan Abdülhamid II. zum Abgeordneten ernannt wurde. In der Türkei stand er in engem Kontakt mit dem späteren irakischen König Faisal I. und dem Abgeordneten aus Basra, Tālib an-Naqīb.
Im April 1912 wurde al-Bārūnī als Abgeordneter wiedergewählt, das osmanische Abgeordnetenhaus jedoch bereits im August 1912 – in al-Bārūnīs Abwesenheit – wieder aufgelöst.

### Widerstand gegen die italienische Besatzung als Militärführer
Nachdem im Spätsommer 1911 die italienischen Vorbereitungen zu einer Okkupation Libyens bekannt wurden, reiste al-Bārūnī gemeinsam mit dem Libyer Farhāt az-Zāwī sowie den osmanischen Militärs Enver Pascha und Mustafa Kemal in seine Heimat Tripolitanien, um einen bewaffneten Widerstand lokaler und osmanischer Truppen gegen die bevorstehende Invasion vorzubereiten. Ihm gelang es zunächst, etwa 50 ihm loyale Stammesführer und circa 1.000 Kämpfer zu versammeln. Über die ibaditische Gemeinschaft auf der Insel Djerba konnten Waffen nach Tripolitanien gebracht werden.
Nach der italienischen Landung am 11. Oktober 1911 in Tripolitanien kam es am 23. Oktober nahe Tripolis zu ersten Guerilla-Angriffen der Truppen al-Bārūnīs auf italienische Stellungen. Der ibaditische Anführer wurde damit zu einem der Hauptakteure des Italienisch-Türkischen Kriegs.
Sulaymān al-Bārūnī erhielt hierbei Unterstützung unterschiedlicher ethnischer und konfessioneller Gruppen. So schlossen sich neben Kämpfern der Tuareg und Tubu auch Sudanesen und Stämme aus der Nähe des Tschadsees der Armee al-Bārūnīs an. Der algerische Sufi-Scheich des Qādirīya-Ordens Mohamed El Hachemi Chérif unterstützte seinen Dschihad ebenfalls finanziell und mit der Entsendung von 350 Kämpfern. Hinzu kamen außerdem Truppen des libyschen Sanūsīya-Ordens. Auch Frauen aus den Reihen der ibaditischen Berber und der Tuareg sollen in der Widerstandsarmee gekämpft haben. Im Laufe des Krieges konnten al-Bārūnī und az-Zāwī gemeinsam mit den Osmanen gut 20.000 bis 30.000 Mann starke Truppen gegen Italien mobilisieren.
Nachdem Tripolis bereits Ende 1911 von den Italienern erobert wurde, war der osmanische Oberkommandeur Neşet Bey gezwungen, sich ins Landesinnere nach Gharyan zurückzuziehen, wo er mit al-Bārūnī einen Stützpunkt errichtete. Der zweite wichtige Stützpunkt in Benghazi wurde von Aziz Ali al-Misri befehligt, während Enver Pascha und Mustafa Kemal für die Region um Darna verantwortlich waren. Da das Bündnis zwischen Osmanen und lokalen Kräften weder über ausreichend Artillerie noch Flugzeuge verfügte und starke Verluste erlitt, zog sich das Osmanische Reich im Oktober 1912 aus dem Krieg zurück. Am 18. Oktober 1912 wurde nahe Lausanne der Frieden von Ouchy zwischen Italien und dem Osmanischen Reich geschlossen.
Zur gleichen Zeit trafen sich im tripolitanischen al-ʿAzīzīya die Führer des libyschen Widerstands und lokale Notabeln zum Kongress von al-ʿAzīzīya. Dort kam es zu einer Spaltung in zwei Gruppen: Während die eine um Farhāt az-Zāwī zur Aufgabe tendierte und mit den Italienern um den Status eines Protektorats verhandeln wollte, drängte die Gruppe um al-Bārūnī auf eine Fortführung des bewaffneten Kampfes und das Erlangen der Unabhängigkeit beziehungsweise zumindest eine Autonomie innerhalb des Osmanischen Reiches. Nachdem auf dem Kongress keine Einigung erzielt werden konnte, zog eine Gruppe von Widerstandsführern und Scheichs, darunter az-Zāwī, nach Tripolis, um sich den Italienern zu ergeben.

### Fortführung des Widerstandes als Staatsoberhaupt
Am 19. Oktober 1912 rief Sulaymān al-Bārūnī einen unabhängigen tripolitanischen Staat mit einer nationalen Regierung (arab. ḥukūma waṭanīya) aus, dem er als Regierungschef vorstand. Die Staatsgrenzen waren nicht genau definiert, jedoch beanspruchte al-Bārūnī in seiner Erklärung ein Territorium von der tunesischen Grenze im Westen bis nach al-Agheila im Osten zusammen mit der Region Fezzan im Süden. Das effektiv kontrollierte Staatsgebiet beschränkte sich jedoch auf das Munizip al-Dschabal al-Gharbi, das Nafusa-Gebirge sowie die Küstenstadt Zuwara und Gharyan südlich von Tripolis. Hauptstadt bildete laut Rachel Simon al-Asābiʿa circa 18 km südlich-westlich von Gharyan, wo al-Bārūnī lebte. Andere Quellen sprechen von Yafran als Hauptstadt.
Die Verwaltungsstruktur des tripolitanischen Staates orientierte sich stark an der des Osmanischen Reiches. So gab es einen administrativen Rat (maǧlis idāra), Kaymakam genannte lokale Gouverneure und Müdür genannte lokale Vorsteher sowie eine religiöse Hierarchie, bestehend aus Muftis, Qādīs und Scheichen.
Wie Katrina Anderson Yeaw und Anna Baldinetti belegen, nahm al-Bārūnī Kontakt mit den Italienern auf und versuchte die Anerkennung der Unabhängigkeit, zumindest aber der Autonomie, für seinen Staat zu erreichen. Dieser sollte ibaditisch dominiert sein und Privilegien für die berberische Bevölkerung bieten, während Laura Veccia Vaglieri gar von der erneuten Idee der Gründung eines ibaditischen Emirats spricht.
Nach dem Rückzug vieler Libyer aus dem Widerstand sank die Truppenstärke der Armee Sulaymān al-Bārūnīs auf 5.000 bis 15.000 Mann und agierte an zwei Flanken. Während al-Bārūnī die Westflanke kommandierte, wurde die Ostflanke von Nūrī as-Saʿdāwī angeführt. Am 16. November 1912 gelang den italienischen Truppen die Eroberung von al-ʿAzīzīya sowie am 9. Dezember desselben Jahres die Einnahme von Gharyan. Al-Bārūnī beschloss daraufhin, sich mit seinen Truppen in die Bergregionen zurückzuziehen und dort auszuharren, in der Hoffnung nicht von den Italienern aufgespürt zu werden. Auch nach kleineren italienischen Offensiven Anfang 1913 revidierte al-Bārūnī diese Entscheidung nicht, was zu großer Kritik aus den Reihen seiner Armee, bis hin zu gescheiterten Attentatsversuchen auf ihn, führte. Mit dem Vorwurf der Untätigkeit konfrontiert, nahm al-Bārūnī im Januar 1913 diplomatischen Kontakt zu Italien auf und entsandte eine tripolitanische Delegation nach London und Paris, um eine Anerkennung der Unabhängigkeit seines Staates zu erreichen. Als dies scheiterte, pochte er auf ein Waffenstillstandsabkommen mit Italien, verbunden mit einem Status als italienisches Protektorat.
Im März 1913 begann unter General Clemente Lequio eine Offensive auf die letzten Stellungen von al-Bārūnīs eingekesselten Truppen im Nafusa-Gebirge, die zu diesem Zeitpunkt noch aus ungefähr 4.000 Kämpfern bestanden. Am 23. März kam es zum letzten großen Gefecht zwischen italienischen Einheiten und den Widerstandskämpfern, der Schlacht von al-Asābiʿa, bei der al-Bārūnī verletzt wurde und zur Flucht gezwungen war. In den Folgetagen wurden Yafran und die umliegenden Dörfer eingenommen, ehe am 12. April 1913 mit Nalut die letzte Bastion des tripolitanischen Widerstands schließlich unter italienischer Flagge stand. In der Fezzan-Region wurden die Kämpfe allerdings noch fortgesetzt. So konnte Ghadames am 27. April eingenommen werden, während einige Karawanenstädte im Landesinneren erst im Juli 1913 kapitulierten.

### Flucht nach Tunesien und Ernennung zum osmanischen Senator
Sulaimān al-Bārūnī war bereits am 9. April 1913 zusammen mit einigen Stammesführern nach Tunesien geflüchtet. Damit brach auch sein nur sechs Monate zuvor gegründeter tripolitanischer Staat zusammen, den Rachel Simon als fragiles Gebilde aus Stammesführern und lokalen Notabeln bezeichnet. In Tunis starteten al-Bārūnī und seine Anhänger einen letzten Versuch diplomatischer Verhandlungen mit Italien über den Grafen Carlo Sforza, der allerdings abgelehnt wurde.
Nach einer großen Migrationsbewegung der libyschen Stämme in Richtung Tunesien lenkten die italienischen Behörden schließlich ein und baten al-Bārūnī darum, die Stämme zu einer Rückkehr nach Libyen aufzufordern. Im Gegenzug, so Anna Baldinetti, wurde al-Bārūnī eine Amnestie und der Autonomiestatus seiner von Berbern geprägten Region gewährt.
Al-Bārūnī kehrte allerdings nicht nach Libyen zurück und ließ sich mit seiner Familie in Radès nieder, wo er Kontakte mit der Jungtunesier-Bewegung knüpfte. Unter anderem baute er über ʿAbd al-ʿAzīz ath-Thaʿālbī Beziehungen zu einflussreichen Aktivisten wie ʿAlī Bāsch Hāmba oder dem algerisch-mozabitischen Gelehrten Ibrāhīm Abū l-Yaqzān auf.
Im August 1913 begab er sich nach Istanbul. Dort wurde er zum Mitglied im Osmanischen Senat ernannt, Rachel Simon zufolge sogar als Senator auf Lebenszeit, und erhielt für seine Verdienste den Titel Pascha.
Nach der Nachricht vom Tod Muhammad ibn Yūsuf Atfaiyaschs im März 1914 reiste al-Bārūnī ins M'zab-Tal, um seinem ehemaligen Lehrer die letzte Ehre zu erweisen. Gleichzeitig agierte er als Vermittler zwischen den Mozabiten und dem Osmanischen Reich. Al-Bārūnī erhielt dabei von der lokalen Führung eine Zuwendung in Höhe von 70.000 FF. Während dieser Reise, die er gemeinsam mit dem ibaditischen Scheich ʿUmar al-ʿUnq unternahm, besuchte er auch Algier und Tebessa und hielt sich erneut in Tunesien auf. In dieser Zeit entstanden auch erste Gerüchte, al-Bārūnī plane einen Angriff auf die französischen Kolonialtruppen in Algerien. Auf seiner Rückreise nach Istanbul im Frühjahr 1914 besuchte er auch europäische Länder und kam bis nach London.

### Mission in der Kyrenaika
Anfang August 1914 nahm al-Bārūnī an einem Geheimtreffen mit dem osmanischen Kriegsminister Enver Pascha teil, bei dem er mit der Aufstellung von Truppen gegen Großbritannien beauftragt wurde. Hierzu verließ er Istanbul am 12. August gen Kairo, wo er versuchte, panislamische und anti-britische Gruppierungen zu Aktionen gegen die britischen Behörden zu motivieren.
Gemeinsam mit Nuri Pascha, dem jüngeren Bruder Enver Paschas, erreichte al-Bārūnī Anfang September 1914 die Kyrenaika, wo die beiden mit Vertretern des Sanūsīya-Orderns in Kontakt traten. Entschlossen, den Anführer der Sanūsīs Ahmad asch-Scharif und die Stämme der Kyrenaika zu einem Angriff auf die Briten in Ägypten und dem Sudan zu bringen, zog al-Bārūnī das Misstrauen der Bevölkerung auf sich, da man ihn als Konkurrenten der Sanūsīya und als Einfluss von außen wahrnahm. Nachdem al-Bārūnī sich einen Ruf als „Aufrührer“ gemacht hatte, erließ der Anführer der Sanūsīs im Fezzan, Muhammad al-ʿAbid, im November 1914 einen Haftbefehl gegen ihn. Nach konkreten Plänen für einen Überfall auf Ägypten wurde dieser von Ahmad asch-Scharif kurz darauf vollstreckt und al-Bārūnī in Sallum festgesetzt.
Im Januar oder Dezember 1915 gelang al-Bārūnī die Flucht aus der Gefangenschaft. Nach Rachel Simon flüchtete er an Bord eines deutschen U-Boots in die Türkei, nachdem die Sanūsīya-Bruderschaft mithilfe osmanischer Unterstützung letztendlich tatsächlich Ägypten angegriffen hatte. Zwischen Ende 1915 und Anfang 1916 mehrten sich Gerüchte, der Tripolitanier plane einen Überfall auf Algerien mit einem 8.000 Mann starken Heer. Dieses Ereignis trat allerdings nie ein.

### Rückkehr nach Tripolitanien und Gründung der Tripolitanischen Republik
Nach seiner Rückkehr in die Türkei schmiedete der osmanische Senator al-Bārūnī neue Pläne zu einer Fortführung des bewaffneten Kampfes gegen die italienischen Streitkräfte in Libyen. Hierzu ernannte ihn Sultan Mehmed V. zum Gouverneur (Vali) von Tripolitanien und Oberbefehlshaber der osmanischen Truppen vor Ort. Nominell trug er auch den Titel des osmanischen Gouverneurs von Algerien und Tunesien, zwei Gebieten, die von Frankreich besetzt waren. Am 8. Oktober 1916 traf al-Bārūnī an Bord eines deutschen U-Boots an der libyschen Küste ein.
Als die Sanūsīs Ende 1916 Verhandlungen mit Großbritannien und Italien aufnahmen und sich aus dem Kriegsgeschehen zurückzogen, blieben nur noch al-Bārūnī und Ramadān as-Suwayhlī als zentrale Akteure des Osmanischen Reichs in Libyen übrig.
Während das osmanische Militär fortan nur noch in Tripolitanien effektive Kontrolle ausübte und militärisch keinen Nutzen aus der Schwächephase der Italiener ziehen konnte, erlitten die Truppen al-Bārūnīs am 17. Januar 1917 eine empfindliche Niederlage in West-Tripolitanien, was dazu führte, dass er Ende desselben Monats durch Nuri Pascha als Oberkommandeur ersetzt wurde. Nachdem sich die Position der osmanisch-lokalen Kräfte Mitte 1917 wieder verbesserte, kam es zu einem Machtkampf zwischen Nuri Pascha und Sulaymān al-Bārūnī, welcher der Veruntreuung von Geldern beschuldigt wurde. Dieser mündete in einem Alleingang al-Bārūnīs ab Ende 1917 und dem Abzug Nuri Paschas aus Libyen im Januar 1918. Auch mit dessen Nachfolger Ishaq Pascha kam es zum Zerwürfnis.
Nach der Kapitulation des Osmanischen Reichs und dem Ende des Ersten Weltkriegs im November 1918 wurde auf Initiative lokaler Machthaber, darunter Sulaimān al-Bārūnī, am 16. November 1918 die Tripolitanische Republik ausgerufen. Sie bildete damit die erste Republik in einem arabisch geprägten Land. Unterstützung erfuhr die Staatsgründung durch zurückgebliebene osmanische Offizielle sowie den ägyptischen König Fu'ād I. und seinen Landsmann Abdel Rahman Azzam. Als Hauptstadt wurde al-ʿAzīzīya auserkoren. Dem Umstand geschuldet, dass sich die anwesenden Scheichs und Stammesführer auf kein Staatsoberhaupt einigen konnten, wurde der Rat der Vier, bestehend aus Ramadān as-Suwaihilī (Repräsentant Osttripolitanien), Sulaimān al-Bārūnī (Dschabal Gharbi), Ahmad al-Muraiyid (Zentraltripolitanien) und ʿAbd an-Nabī Bilchair (Östliches Hinterland) gegründet. Dem Rat der Vier unterstanden ein konsultatives Gremium (Maǧlis aš-Sūrā) mit 24 Mitgliedern und ein Rat der ʿUlamā'.
Auf der Pariser Friedenskonferenz 1919 fand die Gründung der Tripolitanischen Republik kaum Zustimmung. Im April 1919 jedoch wurden Verhandlungen zwischen den Italienern und Vertretern der Republik aufgenommen.
Am 1. Juni 1919 erließ das italienische Parlament mit der Legge Fodamentale ein tripolitanisches Statut, welche eine spezielle libysch-italienische Staatsbürgerschaft, ein lokales Parlament und weitestgehende Autonomie unter einem italienischen Gouverneur für die Tripolitanische Republik vorsah. Die Legge Fondamentale wurde im Oktober 1919 auch auf die Kyrenaika ausgeweitet, fand aber in beiden Gebieten keine praktische Anwendung. J.E. Peterson und Klaus Landfried bewerten dies als eine de-facto-Anerkennung der Unabhängigkeit des neuen Staates durch Italien.
In der Folge spaltete sich der junge tripolitanische Staat in zwei Gruppen. Während eine Gruppe darauf drängte, weiter mit Italien zu verhandeln und eine vollständige Unabhängigkeit der Republik zu erringen, akzeptierte eine andere Gruppe, darunter al-Bārūnī, die Legge Fondamentale mit dem Ziel einer Autonomie unter italienischer Regentschaft.
Mitte des Jahres 1920 brachen Kämpfe zwischen den Anhängern von Bilchair und denen von as-Suwaihilī aus. Die Sanūsīya-Bruderschaft, welche die Kyrenaika kontrollierte, akzeptierte die Legge Fondamentale vertraglich am 25. Oktober 1920. Diese Umstände führten zum Zusammenkommen der tripolitanischen Politiker und Notabeln zur Konferenz von Gharyan im November 1920. Dort wurde über die Gründung eines arabischen Emirats in Tripolitanien und die Einsetzung eines geistlichen Staatsoberhaupts diskutiert. Eine Vereinigung von Tripolitanien und der Kyrenaika fand keine Mehrheit, genauso wenig, wie man sich auf ein Staatsoberhaupt einigen konnte. Al-Bārūnī, immer noch in der Hoffnung auf die Errichtung eines berberischen Emirats, lehnte eine Teilnahme an der Konferenz ab und wurde folglich politisch entmachtet, wobei er auch an Rückhalt innerhalb der berberischen Minderheit verlor. Die Regierung der Tripolitanischen Republik wurde fortan durch einen neu gegründeten vierzehnköpfigen Reformausschuss, angeführt durch Ahmad al-Murayyid, gestellt.
Aufgrund der tiefgreifenden Spaltung brach unter der neuen Regierung in Tripolitanien Anfang 1921 ein Bürgerkrieg aus. Al-Bārūnī und die ibaditisch-berberischen Kräfte wurden dabei als Verräter und Häretiker bezeichnet und bis Juli 1921 bis an die Küste im Grenzgebiet zu Tunesien zurückgedrängt.

### Exil in Tunesien und Festsetzung in Frankreich
Nach der Wahl von Idrīs as-Sanūsī zum Emir Tripolitaniens und der Kyrenaika Ende 1921 wurde al-Bārūnī am 22. Dezember 1921 verbannt und begab sich nach Tunesien. Infolge der Machtübernahme der Faschisten in Italien und einem aggressiven Vorgehen gegen die libyschen Unabhängigkeitsbestrebungen zerbrach die Tripolitanische Republik zwischen Ende 1922 und Anfang 1923. Letzte Gebiete Tripolitaniens wurden 1924 erobert. Eine voll umfängliche Anerkennung ihrer Unabhängigkeit durch Italien konnte die Republik zu keinem Zeitpunkt erlangen.
Im tunesischen Exil und später in Istanbul und Ankara agierte al-Bārūnī 1922 als Vermittler zwischen der Türkischen Nationalbewegung und den Mozabiten, repräsentiert durch İsmet İnönü und Sālih ibn Yahyā. Ziel war dabei der Einsatz für einen unabhängigen Staat im M'zab-Tal auf der Konferenz von Lausanne 1922/1923, auf der al-Bārūnī als türkischer Delegierter anwesend war.
Im Dezember 1922 versuchte er über Lausanne und Neapel erneut nach Tripolis in seine Heimat zu gelangen, was ihm aber durch die italienischen Behörden verwehrt wurde.
Nach einem anschließenden Besuch in Frankreich wurde al-Bārūnī an der Ausreise gehindert und verbrachte über ein Jahr in Marseille und Paris. Ibrāhīm Abū l-Yaqzān, der in dieser Zeit als sein Sprachrohr in die arabische Welt fungierte und Berichte al-Bārūnīs an arabische Zeitungen sendete, versuchte erfolglos eine Aufenthaltsgenehmigung für Tunesien zu erwirken. Dem Gesuch, nach Algerien oder in britisch-muslimische Dependenzen reisen zu dürfen, wurde ebenfalls nicht stattgegeben.
Erst im Juni 1924 durfte er Frankreich verlassen, als ihn der Großscherif von Mekka Hussein ibn Ali zum Haddsch einlud.

### Pilgerreise und Aufenthalt im Oman
Nach seiner Ankunft in Mekka im August 1924 wurde al-Bārūnī in das Vorbereitungskomitee für den zweiten Haddsch-Kongress zur Wahl eines islamischen Kalifen gewählt. Noch im selben Monat reiste er gemeinsam mit omanischen Pilgern und auf Einladung des Sultans Taimur ibn Faisal nach Maskat. Dort nahm er einen Posten als Berater am Hofe des Sultans an und erkrankte rasch an Malaria. Eine medizinische Behandlung in Karatschi wurde ihm von den britischen Behörden verweigert. Anstatt dessen begab sich al-Bārūnī auf Einladung des Imams Muhammad ibn ʿAbdallāh al-Chalīlī in das de facto unabhängige Imamat Oman im Landesinneren, welches sich vom Rest des Sultanats abgespalten hatte und sich der Kontrolle des Sultans entzog.
Im August 1925 unternahm er eine ausgedehnte Tour durch das omanische Kernland und besuchte die Städte Ibra, Izki und al-Qabil, ehe er im September desselben Jahres in Nizwa den Imam al-Chalīlī traf und die Freitagspredigt an der Hochschule von Nizwa halten durfte. Nach weiteren Reisen über Suma'il, Rustaq bis nach al-Hamra und der Teilnahme an einer Gelehrten-Konferenz in Bahla, die bis zum 28. Oktober 1925 andauerte, hatte sich al-Bārūnī eine prominente Stellung unter den omanischen Gelehrten erarbeitet und wurde in die Reihen der ibaditischen ʿUlamā' aufgenommen. Er war dabei auch als Schriftsteller und Dichter tätig. Laut Pessah Shinar und J.E. Peterson vermittelte al-Bārūnī 1925 auch zwischen Abd al-Aziz ibn Saud und den Haschimiten. Imam al-Chalīlī ernannte ihn zu seinem Delegierten für den Islamischen Generalkongress für das Kalifat 1926 in Ägypten, allerdings erhielt al-Bārūnī kein Einreisevisum.
Im Jahre 1927 wurde Sulaymān al-Bārūnī schließlich in den neuformierten Ministerrat berufen und zum Premierminister des Imamats Oman ernannt, wobei er speziell für die Staatsfinanzen zuständig war.
Die umfangreichen Reformbestrebungen al-Bārūnīs stießen allerdings auf heftigen Widerstand der konservativen Eliten. Als übereifrig wahrgenommen, verbunden mit dem Vorwurf, gegen religiöse Prinzipien zu verstoßen, und erneut an Malaria erkrankt, gab al-Bārūnī das Amt des Premierministers nach nur einem Jahr wieder auf und kehrte 1928 nach Maskat zurück.

### Aufenthalt in Bagdad
Da al-Bārūnī und seine Familie im Oman nur schwer über ihre Malaria-Erkrankungen hinweg kamen, folgte er 1929 der Einladung von König Faisal I. an den irakischen Hof in Bagdad, wo al-Bārūnīs Sohn Ibrāhīm und er eine Anstellung erhielten. Während seines Aufenthalts im Irak stand al-Bārūnī im Kontakt mit zahlreichen arabischen Politikern und Persönlichkeiten. Er unterhielt dabei auch Beziehungen zum libyschen Politiker Baschīr as-Saʿdāwī (1884–1957) und der von ihm in Damaskus gegründeten Exekutivkomitee der tripolitanisch-cyernaikischen Emigrantengemeinden (Laǧna Tanfīḏīya li-l-Ǧālīyāt aṭ-Ṭarābulusīya al-Barqāwīya).
Al-Bārūnī schrieb während dieser Zeit für viele arabischsprachige Zeitschriften, darunter für Raschīd Ridās al-Manār, Abū Ishāq Ibrāhīm Atfayyaschs al-Minhāǧ und Muhibb ad-Dīn al-Chatībs al-Fatḥ, wobei er sich vor allem zu politischen Themen, wie dem Widerstand gegen den Kolonialismus in Libyen, äußerte. Er verfasste dabei auch Artikel im Auftrag von Prinz Idrīs as-Sanūsī. Al-Bārūnī soll zudem 1934 zum Jura-Studium an der Universität Bagdad eingeschrieben gewesen sein.
Nach einer Konferenz in Damaskus im September 1937, welche die arabische Vereinigung zum Thema hatte, entbrannte ein Disput zwischen deren Organisator, dem drusischen Prinz Schakīb Arslān, und Sulaymān al-Bārūnī. Grund dafür war, dass die Maghreb-Region nicht in die Pläne Arslāns einer arabischen Einigkeit einbezogen worden war, zum Unmut des Libyers und anderer pro-arabischer Aktivisten aus Nordafrika. Die durch öffentliche Briefe geführte Auseinandersetzung erstreckte sich über mehr als ein Jahr und mündete in einer Zurechtweisung al-Bārūnīs durch den syrischen Diplomaten ʿUmar Bahā' ad-Dīn al-Amīrī, Präsident der Vereinigung Dār al-Arqam, der ihn auf die Gefahr eines diplomatischen Zwischenfalls hinwies.

### Rückkehr in den Oman und Lebensabend
Die Familie al-Bārūnī blieb bis 1938 im Irak, ehe sie auf Einladung des neuen Sultans Said ibn Taimur nach Maskat zurückkehrte. Noch im selben Jahr wurde al-Bārūnī dort zum Innenminister ernannt, allerdings bereits im Folgejahr von Ahmad ibn Ibrāhīm Bū-Saʿīd abgelöst. Verschiedenen Quellen nach hat sich al-Bārūnīs Rolle im omanischen Sultanat daraufhin auf die eines Beraters beschränkt.
Nach dem Beginn des Zweiten Weltkriegs, im September 1939, wandte sich al-Bārūnī an Frankreich und bot seine Hilfe für militärische Aktionen gegen die Italiener an. Er bat dabei um eine Einreisegenehmigung nach Tunesien. Ende April 1940 brach er zusammen mit dem omanischen Sultan zu einer Reise nach Indien auf. Am 30. April, nach anderen Angaben am 1. Mai, verstarb Sulaymān al-Bārūnī in Mumbai an einem Herzinfarkt.
Sechs Wochen nach seinem Tod erreichte seine Familie in Maskat ein Telegramm der französischen Behörden, welche al-Bārūnīs sofortige Präsenz in Algier forderten, um subversive Aktivitäten in Libyen zu planen.
Das britische India Office erstellte ein insgesamt 420-seitiges Buch über al-Bārūnī und seine Aktivitäten, darunter zahlreiche abgefangene Korrespondenzen und geheimdienstliche Aufzeichnungen.

## Denken

### Politische Positionen
Sowohl Amal N. Ghazal als auch J. E. Peterson unterteilen al-Bārūnīs religiös-politische Geisteshaltung in zwei Phasen. So sei al-Bārūnī in der Zeit vor dem Ersten Weltkrieg ideologisch vor allem dem Panislamismus und insbesondere dem Panosmanismus zuzurechnen. Al-Bārūnī habe demnach zu jenen gehört, die an einen „muslimischen Nationalismus im osmanischen Rahmen glaubten“. Diesbezüglich orientierte sich auch der 1912 ausgerufene tripolitanische Staat weitestgehend an der osmanischen Verwaltungsstruktur, in dem für diese typische Titel, wie Kaymakam oder Müdür, vergeben wurden. Besonders in der Zeit des Ersten Weltkrieges bot sich für al-Bārūnī die Möglichkeit einer Bekundung von Loyalität gegenüber dem Osmanischen Reich und der gleichzeitigen Abgrenzung gegenüber europäischen Nationen.
Peterson betrachtet die Zeit zu Beginn des 20. Jahrhunderts als evolutionären Prozess der Entstehung des modernen, politischen Denkens in der arabischen Welt, in der noch keine klare Antwort der arabischen Bevölkerung auf die Konfrontation mit europäischer Kultur und Politik vorlag. Dadurch habe sich neben dem Ende des 19. Jahrhunderts dominierenden Panislamismus auch die panarabische Strömung entwickelt. Al-Bārūnīs Wirken in Tripolitanien in den 1910er und 1920er Jahren habe dabei in einer Zwischen-Periode stattgefunden, in der Panislamismus und Panarabismus noch nicht klar voneinander abzugrenzen waren. Der Panislamismus, dem al-Bārūnī seinerzeit zugeneigt habe, habe auch säkulare Argumente des arabischen Nationalismus aufgegriffen und die islamische Religion als Legitimation hierzu herangezogen. Allem voran die Jungtürken, mit denen al-Bārūnī in engem Kontakt standen, verbanden mit der Ideologie des Nationalismus mehr eine geographische Ausrichtung auf das Gebiet des Osmanischen Reiches als das islamische Konzept des Dār al-Islām. Während sich im Maschrik im Laufe des Ersten Weltkriegs, allem voran durch die Arabische Revolte, eine allmähliche Trennung von Panarabismus und Panislamismus vollzog, seien diese im Maghreb auch weit ins 20. Jahrhundert hinein noch untrennbar verbunden gewesen. Vielmehr hätten sowohl der Bezug auf die islamische Religion als auch derjenige auf den Nationalismus als Argumente für Loyalität mit dem Osmanischen Reich wie auch für die Bekämpfung der christlichen Kolonialisierung gedient. Al-Bārūnīs Biografie ist, so Peterson, sinnbildlich hierfür.
In der zweiten Phase, nach dem Ende des Ersten Weltkriegs und dem Untergang des Osmanischen Reiches, trat al-Bārūnī nach Ghazal und Peterson vermehrt als Vertreter des arabischen Nationalismus auf. Peterson bezeichnet ihn in seiner Rolle als Widerstandsführer gegen die Italiener sogar als „Prototyp eines arabischen Nationalisten“, dem allerdings durch sein Exil und späteres isoliertes Leben im Oman die Reputation als Panarabist letztendlich doch verwehrt blieb. Vielmehr sei diese vorgegebene politische Haltung auch ein Instrument al-Bārūnīs für seinen Erfolg als berberischer Ibadit, sowohl bei der Vereinigung des arabisch dominierten Tripolitaniens und dem Widerstand gegen die Kolonialmächte als auch im Diskurs des gesamt-arabischen Netzwerkes gewesen.
Peterson vergleicht al-Bārūnīs ideologische Wandlung hierbei vor allem mit den Biografien von Raschīd Ridā und Aziz Ali al-Misri. Beide seien zunächst Vertreter des Panislamismus und Befürworter einer Einheit innerhalb des Osmanischen Reiches gewesen, hätten nach dessen Untergang allerdings für starke arabische Nationalstaaten plädiert. Diese ideologische Überzeugung habe besonders al-Bārūnī und Ridā schließlich zur politischen Betätigung bewogen. So sei al-Bārūnī grundsätzlich politischer Idealist gewesen, allerdings keinesfalls ideologisch verhaftet, sondern habe auch Realpolitik betrieben und als Militärführer strategisch gehandelt. Als Beispiel ist sein Eintritt in Verhandlungen mit den italienischen Invasoren nach deren Erlass der Legge Fondamentale für Tripolitanien im Juni 1919 genannt, das der lokalen Bevölkerung Libyens Autonomie in Aussicht stellte. Al-Bārūnīs Bemühungen galten hier jedoch eher dem Erwirken eines Autonomiestatus für seine ibaditisch-berberische Heimatprovinz, für deren Eigenständigkeit er sich bereits zur Jahrhundertwende und während seines Aufenthalts in Kairo einsetzte. Peterson begründet dieses Vorgehen mit al-Bārūnīs Erziehung und der traditionellen, defensiven, nach innen gerichteten Haltung der Ibaditen. Die Gründung eines unabhängigen beziehungsweise zumindest autonomen berberischen Emirats wird von Laura Veccia Vaglieri sogar als al-Bārūnīs „ultimatives Ziel“ bezeichnet, wobei für ihn auch die Bezeichnung als „berberischer Nationalist“ gerechtfertigt erscheint.
Nach Peterson hat das Hauptaugenmerk al-Bārūnīs zu seinem Lebensende ähnlich wie bei Raschīd Ridā nicht mehr auf der politischen Durchsetzung seiner Überzeugungen gelegen, sondern vielmehr auf der Abfassung und Vermittlung religiöser und philosophischer Texte, weshalb er beide als „men of the pen“ bezeichnet.

### Religiöse Positionen
Was al-Bārūnīs religiöse Auffassungen betrifft, so hat dieser – obwohl in einem streng konservativem, ibaditischen Umfeld aufgewachsen – bereits in jungen Jahren mit den Reformgedanken der Islāh-Bewegung sympathisiert. Amal N. Ghazal sieht die Gründe hierfür vor allem in der Ende des 19. Jahrhunderts entstandenen literarischen Nahda-Bewegung im arabischen Raum, mit welcher al-Bārūnī allem voran bei seinem Studienaufenthalt in Kairo in Berührung kam. Auch die Universität Ez-Zitouna in Tunis sei seinerzeit Zentrum des Reformgedankens gewesen. Ghazal bezeichnet al-Bārūnīs Lebensweg deshalb als sinnbildlich für den Wandel der islamisch-intellektuellen Sphäre Ende des 19. Jahrhunderts und Anfang des 20. Jahrhunderts, wobei der aufkeimende Reform-Salafismus junge, meist aus konservativen Kreisen stammende, Religionsgelehrte durch Schriftverkehr in einem großen Netzwerk, frei von ethnischen und konfessionellen Differenzen, verband. Die Ablehnung des Sufismus und der Kolonialisierung durch europäische Mächte seien dabei entscheidende Gemeinsamkeiten gewesen. Al-Bārūnī sei ein Verfechter einer überkonfessionellen Einigung der Muslime sowie der Auflösung der verschiedenen islamischen Rechtsschulen (madāhib) und habe unter anderem gute Verbindungen zu Vordenkern wie Muhibb ad-Dīn al-Chatīb unterhalten, für deren Zeitungen er Artikel verfasste. Al-Bārūnīs Reformgedanken seien vor allem im Oman auf Ablehnung durch die dortigen Religionsgelehrten gestoßen und seine Ideen und Vorhaben zur Modernisierung des südarabischen Staates als „christliche Neuerung“ (bidʿa) bezeichnet worden.
Pessah Shinar sieht in al-Bārūnīs Wirken den Versuch, der ibaditischen Konfession eine Rolle in den transnationalen muslimischen Bewegungen zu geben und diese in das internationale islamische Netzwerk zu implementieren. Übergeordnetes Ziel sei dabei der Widerstand gegen den westlichen Imperialismus gewesen, wozu al-Bārūnī auch die Einigkeit auf der arabischen Halbinsel wiederherzustellen versuchte. Ähnlich wie Abū Ishāq Ibrāhīm Atfaiyasch sei auch al-Bārūnī in seinem ideologischen Standpunkt eine Kombination aus arabisch-muslimischem Nationalismus, modernem Ibadismus, Salafismus und islamischer Renaissance (nahḍa) gewesen.

## Werke (Auswahl)

### Als Verfasser
- al-Azhār al-Riyāḍīya fī aʾimma wa-mulūk al-Ibāḍīya. Band I. Maṭbaʿat al-Azhār al-Bārūnīya, Kairo, 1907/08.
- Dīwān al-Bārūnī. Maṭbaʿat al-Azhār al-Bārūnīya, Kairo, 1908.

### Als Verleger
- At-Tandammīrtī, Abū ʿUṯmān ʿUmar: al-Qalāʾid ad-Durrīya. Maṭbaʿat al-Azhār al-Bārūnīya, Kairo, 1906.
- Al-Ḥaḍramī, Abū Isḥāq Ibrāhīm: Dīwān al-Saif al-Naqqād. Maṭbaʿat al-Azhār al-Bārūnīya, Kairo, 1906/07.
- Atfaiyaš, Muḥammad ibn Yūsuf: Wafāʾ aḍ-Ḍamāna. Band II und III. Maṭbaʿat al-Azhār al-Bārūnīya, Kairo, 1907–1909.
- As-Sālimī, ʿAbdallāh ibn Ḥumaiyid: Ḥāšiya ʿalā l-Ǧāmiʿ aṣ-Ṣaḥīḥ. Band I und II. Maṭbaʿat al-Azhār al-Bārūnīya, Kairo, 1908.